# 達觀里 (臺中市)
達觀里（臺灣客家語大埔腔：tadˋ guan+ li+）是位於台灣台中市和平區的村落。位於大安溪上游，倚雪山山脈的遠藤山，海拔高度分佈從540公尺至1333公尺之間。

## 村內部落
- 竹林部落（K-Ling）：名稱源自過去位於部落入口處的一顆大龍眼樹；過去K-Ling和L'olu為同一家族，後因L'olu的耕地面積不足，才分為K-Ling與L'olu兩部落。[1]
- 達觀部落（L'olu）
- 香川部落（kagaw）：為日治時期由日本長官命名。
- 桃山部落（D'Lving）：為台灣日治時期被日本人由Mihu（雙崎部落）遷移至此，最初部落自稱為S'v'ji，與Mihu同義，意思為我們是Mihu的人，直到後來才因有一片櫸木林改名為D'Lving。